# Pappa Goriot (film)
Pappa Goriot (Le Père Goriot), belgisk filmatisering från 2004 av Honoré de Balzacs roman Pappa Goriot. Jean-Daniel Verhaeghe har regisserat filmen.

## Roller
- Charles Aznavour - Goriot
- Tchéky Karyo - Vautrin
- Malik Zidi - Rastignac
- Maruschka Detmers - Vicomtesse de Beauséant
- Florence Darel - Delphine de Nugingen
- Rosemarie La Vaullée - Anastasie de Restaud